# National Zeitung
Die National Zeitung (zkráceně i NZ, česky Národní noviny) je německý radikálně pravicový týdeník, vycházející v Mnichově. Vydavatelem je Gerhard Frey, zakladatel a předseda pravicové politické strany Deutsche Volksunion.

## Dějiny a profil
National Zeitung začal vycházet v roce 1951 pod názvem Deutsche Soldaten-Zeitung. Jeho zakladateli byli bývalí členové Wehrmachtu a Waffen-SS. Roku 1958 se jako vydavatel začal angažovat Gerhard Frey, který název novin změnil nejprve na Deutsche Soldaten-Zeitung und National-Zeitung (1960) a později na Deutsche National-Zeitung (zkráceně DNZ, 1963). V roce 1986 Frey koupil noviny Deutsche Wochen-Zeitung (DWZ, orgán pravicové strany NPD) a připojil je ke svému impériu. V roce 1999 sloučil tyto noviny s Deutsche Wochen-Zeitung - Deutscher Anzeiger, které též vlastnil, výsledný týdeník nese od té doby název National Zeitung.
Spektrum zájmů novin zahrnuje různá témata, mimo jiné oprávněnost vysídlení Němců z Východní a Střední Evropy, otázky viny za druhou světovou válku, otázky rehabilitací lidí jako Rudolf Hess, otázky vnímání a rozsahu holocaustu, negativní důsledky rozšíření Evropské unie o státy někdejšího východního bloku a o Turecko, hrozbu německému národu v důsledku přistěhovalectví aj. Ministerstvo vnitra spolkové země Severní Porýní-Vestfálsko témata novin označuje jako revisionistické, antisemitské, proticizinecké ap.
Roku 1969 požádal tehdejší ministr vnitra Ernst Benda u Spolkového ústavního soudu o zjištění viny zneužití svobody tisku (článek 18 německé ústavy), žádost byla zamítnuta. Ve výročních zprávách Spolkového úřadu pro ochranu ústavy však tento časopis bývá pravidelně zařazován do kategorie „pravicově extrémní“.

## Základní údaje
- první vydání:
- vydavatel: Gerhard Frey
- nakladatelství: Druckschriften- und Zeitungsverlags GmbH (DSZ-Verlag)
- hlavní místo vydání: Mnichov
- náklad: 44 000[5], roku 1976 ještě 106 000[6]
- hlavní redaktor Gerhard Frey
- vychází: týdně
- ISSN 0340-1421